# روبن دیاز
روبن دوس سانتوس گاتو آلوش دیاز (تلفظ پرتغالی:[ˈʁubn ˈdiɐʃ]) (پرتغالی: Rúben dos Santos Gato Alves Dias؛ زادهٔ ۱۴ مهٔ ۱۹۹۷) بازیکن فوتبال اهل پرتغال است که در پست مدافع میانی برای منچستر سیتی در لیگ برتر انگلستان بازی می‌کند.  
او یکی از بهترین مدافعان میانی حال حاضر جهان است.دیاز در آکادمی بنفیکا رشد کرد و در سپتامبر ۲۰۱۵ در سن ۱۸ سالگی اولین بازی خود را برای تیم دوم بنفیکا در دسته دوم انجام داد.
این بازیکن در سال ۲۰۲۰ به تیم منچستر سیتی پیوست و تا سال ۲۰۲۷ با این تیم قرارداد دارد.
در رده ملی او در تمامی سطوح از زیر ۱۶ سال تا زیر ۲۱ سال برای پرتغال بازی کرده‌است. دیاز اولین بازی ملی خود در رده بزرگ‌سالان را در یک بازی دوستانه مقابل تونس در سال ۲۰۱۸ انجام داد. او عضو ثابت تیم ملی پرتغال در مسابقات جام ملت‌های اروپا ۲۰۲۰ بود.